# Qui-nai-elt Village, Washington
Qui-nai-elt Village, Washington (енгл. Qui-nai-elt Village) насељено је место без административног статуса у америчкој савезној држави Вашингтон.

## Демографија
По попису из 2010. године број становника је 54.
| Група             | 2000.    | 2010.    |
| Белци             | 0 (0,0%) | 3 (5,6%) |
| Афроамериканци    | 0 (0,0%) | 0 (0,0%) |
| Азијати           | 0 (0,0%) | 0 (0,0%) |
| Хиспаноамериканци | 0 (0,0%) | 2 (3,7%) |
| Укупно            | 0        | 54       |